# Lepanthes lunaris
Lepanthes lunaris är en orkidéart som beskrevs av Carlyle August Luer. Lepanthes lunaris ingår i släktet Lepanthes och familjen orkidéer. Inga underarter finns listade i Catalogue of Life.